# Noise (film)
Noise (Nederlands: lawaai) is een Amerikaanse
komische film uit 2007 over een man die het lawaai in
New York niet meer kan verdragen en er actie tegen onderneemt.

## Verhaal
David Owen houdt van zijn thuisstad New York en wil er niet weg. Op een zekere dag heeft hij niettemin genoeg van alle geluiden die ongevraagd zijn leven binnendringen en hem storen. Drilboren, stationair draaiende motoren, waarschuwingssignalen en met name alarminstallaties van auto's irriteren hem mateloos. Hij vindt dat hij recht heeft zelf te bepalen welke geluiden hij voor lief neemt en welke hij niet ongevraagd hoeft toe te laten tot zijn leven.
Owen probeert in eerste instantie volgens de letter van de wet de geluidsoverlast tegen te gaan. Hij wordt niettemin rechtszaak na rechtszaak in het ongelijk gesteld. Wanneer hij in een geïrriteerde bui weer eens een alarm sloopt, merkt hij dat hij bijval krijgt van de gewone man in de straat. Owen verwondert zich erover dat blijkbaar veel mensen het met hem eens zijn, maar iedereen passief alles laat zoals het is. Hij besluit zijn stiekeme hobby van het af en toe slopen van voortbrengers van luide geluiden om te zetten in wat permanenters. Zichzelf de codenaam The Rectifier ('de rechtzetter') toedichtend, trekt hij ten strijde tegen geluidsoverlast door zo veel mogelijk ongewenste geluid producerende bronnen permanent het zwijgen op te leggen, zonder echter gezien te worden. Hij krijgt daarbij raad van verschillende burgers die zijn zaak steunen en hem uitleggen hoe defecten technisch zo goed mogelijk aan te brengen. Zijn vrouw Helen (Bridget Moynahan) vindt echter dat hij doorgedraaid is en zet hem het huis uit om na te denken.
Owen krijgt zittend in een café onverwacht bezoek van Ekaterina Filippovna (Margarita Levieva). Hij heeft het alarm van haar vaders zaak gesloopt en zij heeft uitgevogeld dat hij daarvoor verantwoordelijk moet zijn én stiekem The Rectifier is. In plaats van een schadevergoeding van hem, wil ze hem juist wettelijk gaan bijstaan in zijn zaak. Burgemeester Schneer (William Hurt) wil tegelijkertijd erachter komen wie The Rectifier is en hem achter slot en grendel zetten voor zijn sloopactiviteiten.

## Rolbezetting
| Acteur            | Personage            | Opmerkingen                     |
| ----------------- | -------------------- | ------------------------------- |
| Tim Robbins       | David Owen           |                                 |
| Bridget Moynahan  | Helen Owen           |                                 |
| William Hurt      | Schneer              | burgemeester                    |
| Margarita Levieva | Ekaterina Filippovna |                                 |
| Gabrielle Brennan | Chris Owen           |                                 |
| María Ballesteros | Gruska               |                                 |
| William Baldwin   |                      | personeelsdirecteur van de stad |